# Suédois de Noarootsi
Le suédois de Noarootsi ou suédois de Nuckö (nuckösvenska en suédois) est un dialecte du suédois, parlé par les habitants de Noarootsi en Estonie.

## Écriture
Le suédois de Noarootsi est écrit avec les mêmes lettres que le suédois standard avec quelques additions phonétiques :
- les voyelles longues sont indiquées avec un macron souscrit : ‹ a̱, ä̱, å̱, e̱, i̱, o̱, u̱ › ;
- les consonnes longues sont doublées : ‹ bb, dd, ... › ;
- les /d/ et /n/  rhotiques sont notés avec un point souscrit ‹ ḍ, ṇ › ;
- la consonne battue rétroflexe voisée /ɽ/, appelé « L épais », est notée avec un point souscrit ‹ ḷ › ;
- la consonne fricative post-alvéolaire sourde /ʃ/ est notée avec un point souscrit ‹ ṣ ›.